# Klamm und Wasserfälle am Teichenbach

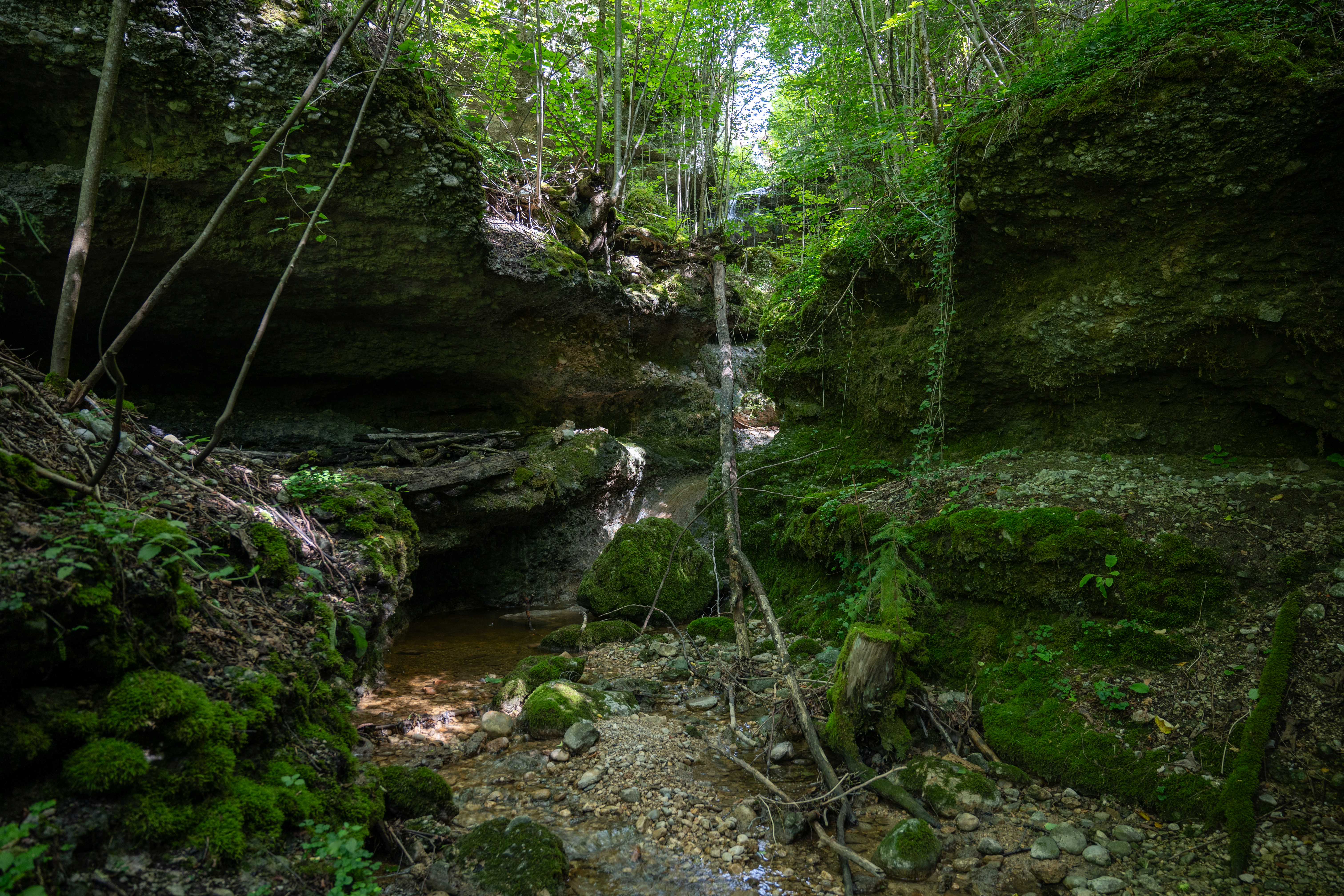
Klamm mit Konglomerat-Aufschlüssen

Das Naturdenkmal Klamm und Wasserfälle am Teichenbach liegt an der Traun in Bad Aussee in der Steiermark.
Der Teichgrabenbach (Teichenbach) ist ein kleiner rechter Nebenbach der Koppentraun bei Lerchenreith, kurz nach dem Zusammenfluss der Vereinigten Traun und der Kainischtraun (den jeweiligen Oberläufen der Traun), direkt gegenüber beim Bahnhof Bad Aussee, gut 1 Kilometer südwestlich des Ortszentrums. Die Traun ist hier schon um die 30 Meter eingetieft, und der Teichgrabenbach bildet eine etwa 100 Meter lange Mündungsschlucht mit mehreren Wasserfällen. Sie liegt im Galeriewald der Traun und ist schlecht zugänglich.
Hier ist der verfestigte (konglomerierte) eiszeitliche Flussschotter des Ausseer Beckens angeschnitten, womit die Schlucht ein interessantes Geotop darstellt.
Ein Areal mit 3134 m² wurde 1986 zum Naturdenkmal erklärt (NDM.356, Naturschutzbuch: St-GB-022/Bad Aussee, KG Unterkainisch). Das Denkmal liegt direkt außerhalb der Pufferzone des UNESCO-Welterbe-Gebiets Kulturlandschaft Hallstatt–Dachstein/Salzkammergut (Grenze in der Traun).